# Саломея (телесериал, 2001, Россия)
«Саломе́я» — российский телесериал, неоконченный проект режиссёра Леонида Пчёлкина, состоящий из десяти снятых в 2001 году серий по сценарию Вадима Зобина.

## Сюжет
Сюжет сериала заимствован из первой части цикла романов Александра Вельтмана под названием «Приключения, почерпнутые из моря житейского» — романа «Саломея», впервые изданного в 1846—1848 годах. В своём произведении Вельтман создал картину русской жизни девятнадцатого века с помощью авантюрной интриги, оригинальных, неоднозначных персонажей. В центре повествования судьба красавицы Саломеи — натуры яркой, однако не имеющей чёткой жизненной цели и жаждущей лишь богатства и славы.
Современники неоднозначно оценили роман А. Ф. Вельтмана: в упрёк ему ставились прихотливость, странность, причудливость, невероятность описываемых характеров и событий. Сам автор определял свой замысел так, что «это не собрание типов разных слоёв общества; напротив, это очерки и характеры неопределённых личностей, резко отделяющихся от общества своею нравственною и физическою наружностию».
В рамках 10 отснятых серий телесериала представлены три сюжетных линии: московской барышни Саломеи Брониной, поручика Василия Дмитрицкого (впоследствии эти сюжетные линии смыкаются) и брата-близнеца Дмитрицкого, купеческого сына Прохора Захолустьева.

## Съёмочная группа
- Сюжет: Александр Вельтман
- Сценарий: Вадим Зобин
- Режиссёры: Леонид Пчёлкин, Дмитрий Брусникин
- Операторы: Николай Васильков, Владимир Шевалёв
- Композиторы: Андрей Петров, Ольга Петрова

## В ролях
- Ольга Будина — Саломея Петровна Бронина
- Николай Караченцов — Пётр Григорьевич Бронин, отец Саломеи, статский советник
- Евгения Симонова — Софья Васильевна Бронина, мать Саломеи
- Дарья Мороз — Катенька Бронина, сестра Саломеи
- Александр Домогаров — поручик Василий Павлович Дмитрицкий, купеческий сын Прохор Васильевич Захолустьев
- Евгений Сидихин — Фёдор Петрович Яликов, штабс-ротмистр
- Игорь Ясулович — князь Платон Васильевич Туруцкий
- Наталья Гундарева — Василиса Саввична, сваха
- Сергей Безруков — Михаил Лычиков, чиновник для особых поручений
- Сергей Тарамаев — Илья Иванович Твердохлебов, ростовский купец
- Ирина Розанова — Лукерья, любовница Твердохлебова
- Михаил Филиппов — Василий Игнатьевич Захолустьев, отец Прохора, московский купец
- Людмила Зайцева — Фёкла Семёновна Захолустьева, мать Прохора
- Игорь Бочкин — Трифон, приказчик Захолустьева
- Богдан Ступка — помещик Желынский
- Виктор Раков — поручик Рацкий
- Виталий Безруков — Пётр Кузьмич Глаголев, чиновник в Опекунском совете
- Ольга Науменко — Аграфена Ивановна Глаголева, жена Петра Кузьмича
- Ольга Земская — Даша, дочь Петра Кузьмича
- Олег Пащенко — Пётр Яковлевич, брат Лукерьи
- Игорь Кашинцев — Памфил Федосеевич Лычиков, отец Михаила
- Людмила Поргина — Степанида Ильинична Лычикова, мать Михаила
- Денис Карасёв — Иван, денщик Яликова
- Анна Сиротина — Домна Яковлевна, поэтесса
- Наталья Громушкина — Пейса, хозяйка корчмы
- Сергей Рубеко — Аполлинарий, приказчик Твердохлебова
- Анатолий Грачёв — полковой командир
- Александр Арсентьев — корнет Леонов
- Рада Лекарева — цыганка Стёша
- Александр Стариков — конезаводчик
- Владимир Горюшин — помещик Левандовский
- Олеся Судзиловская — жена помещика Левандовского
- Николай Кочегаров — Степан Егорович, секундант Яликова
- Евгения Лютая — Дуняша, горничная Брониных
- Евгений Крылов — один из офицеров на дуэли
- Александр Комиссаров — один из докторов у Захолустьева
- Владимир Большов — один из докторов у Захолустьева
- Владимир Тимофеев — Степан, денщик Дмитрицкого
- Александр Ческидов — извозчик у Опекунского совета
- Александр Гарин — извозчик в Ростове
- Вячеслав Гуренков — дворник Твердохлебова
- Наталья Яськова — горничная Глаголевых
- Геннадий Козлов — один из офицеров во время карточной игры
- Юрий Смирнов — Борис, слуга князя Туруцкого
- Александр Вигдоров — посетитель у князя Туруцкого
- Наталия Потапова — эпизод

## Производство
Романс «Это было, было…» на стихи Николая Гумилёва в телесериале исполняет Николай Расторгуев. Романс вошёл в седьмой студийный альбом «Любэ» «Давай за…»
Изначально предполагалось снять 40 серий, однако по завершении производства первых 10 серий возникли проблемы с финансированием. В дальнейшем завершению проекта помешал целый ряд событий: смерть режиссёра Леонида Пчёлкина (2004); инсульт (2001) и ранняя смерть (2005) Натальи Гундаревой; авария Николая Караченцова, после которой ему пришлось оставить кинематограф (2005). В 2010 году скончался сценарист фильма Вадим Зобин, а в 2018 году — второй режиссёр Дмитрий Брусникин.